# Mohammad Ali Zolfigol
Mohammad Ali Zolfigol (persan : محمدعلی زلفی‌گل ; né le 2 février 1966) est un professeur iranien de chimie et ancien ministre de la Science, de la Recherche et de la Technologie en Iran de 2021 à 2024.

## Biographie

### Carrière
Il a été président de l'Université Bu-Ali Sina du 2 août 2008 au 8 juin 2014.
Il est également membre permanent de l’Académie des sciences d’Iran.
De 2021 à 2024, il devient ministre de la Science, de la Recherche et de la Technologie en Iran.
En 2022, quatre de ses publications de recherche ont été retirées par la Royal Society of Chemistry en raison de préoccupations concernant l'authenticité des produits chimiques utilisés dans les études publiées et la reproductibilité des expériences,.